# TI-83

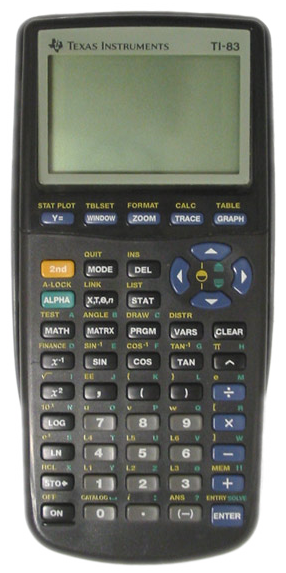
TI-83

TI-83 är grafritande miniräknare från Texas Instruments som släpptes 1996.

## Tekniska specifikationer
Processor
6 MHz ZiLOG Z80
Minne
32KB RAM
Skärmstorlek
96x64 pixlar, 16x8 tecken
Anslutningar
I/O
Batteri
4 st AAA (R03), 1 CR1616 eller 1 CR1620 för backup

## TI-83 Plus

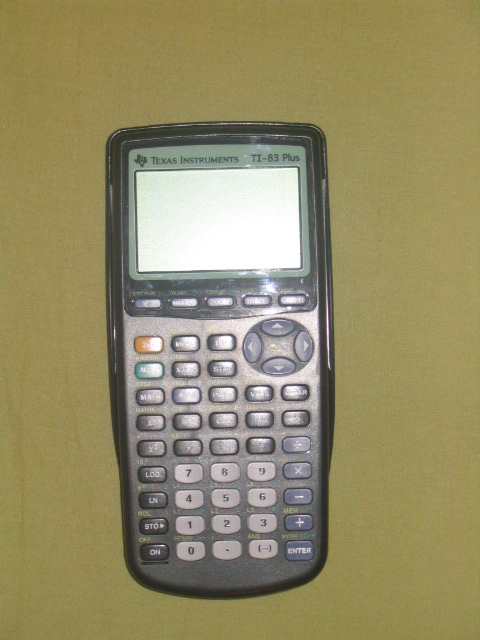
TI-83 Plus

TI-83 Plus släpptes 1999 som uppföljare till TI-83

### Tekniska specifikationer
Processor
8 MHz ZiLOG Z80 (Som körs på 6MHz)
Minne
27KB RAM, 160KB Flash ROM
Skärmstorlek
96x64 pixlar, 16x8 tecken
Anslutningar
I/O
Batteri
4 st AAA (R03), 1 CR1616 eller 1 CR1620 för backup

## TI-83 Plus Silver Edition

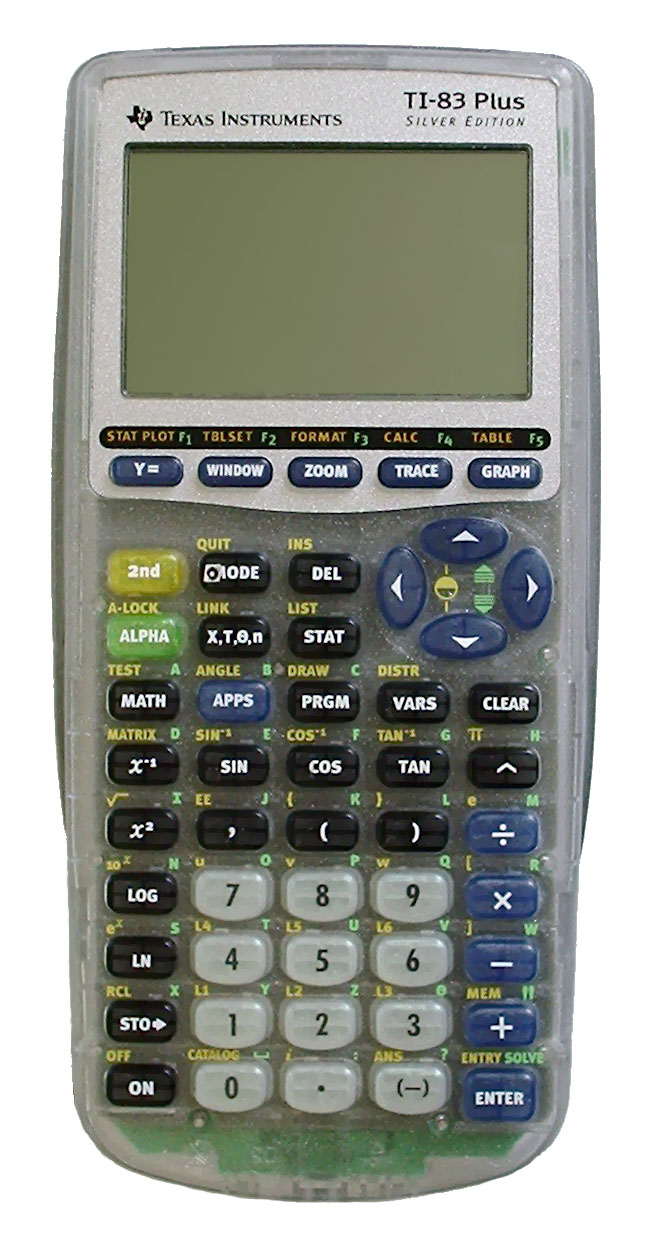
TI-83 Plus Silver Edition

TI-83 Plus Silver Edition släpptes 2001 och är nästan identisk till TI-83 Plus, men har mycket större minne.

### Tekniska specifikationer
Processor
15 MHz ZiLOG Z80
Minne
128KB RAM (24KB tillgängligt för användaren), 1.5 MB Flash ROM
Skärmstorlek
96x64 pixlar, 16x8 tecken
Anslutningar
I/O
Batteri
4 st AAA (R03), 1 CR1616 eller 1 CR1620 för backupv